# Cuchillo de chef

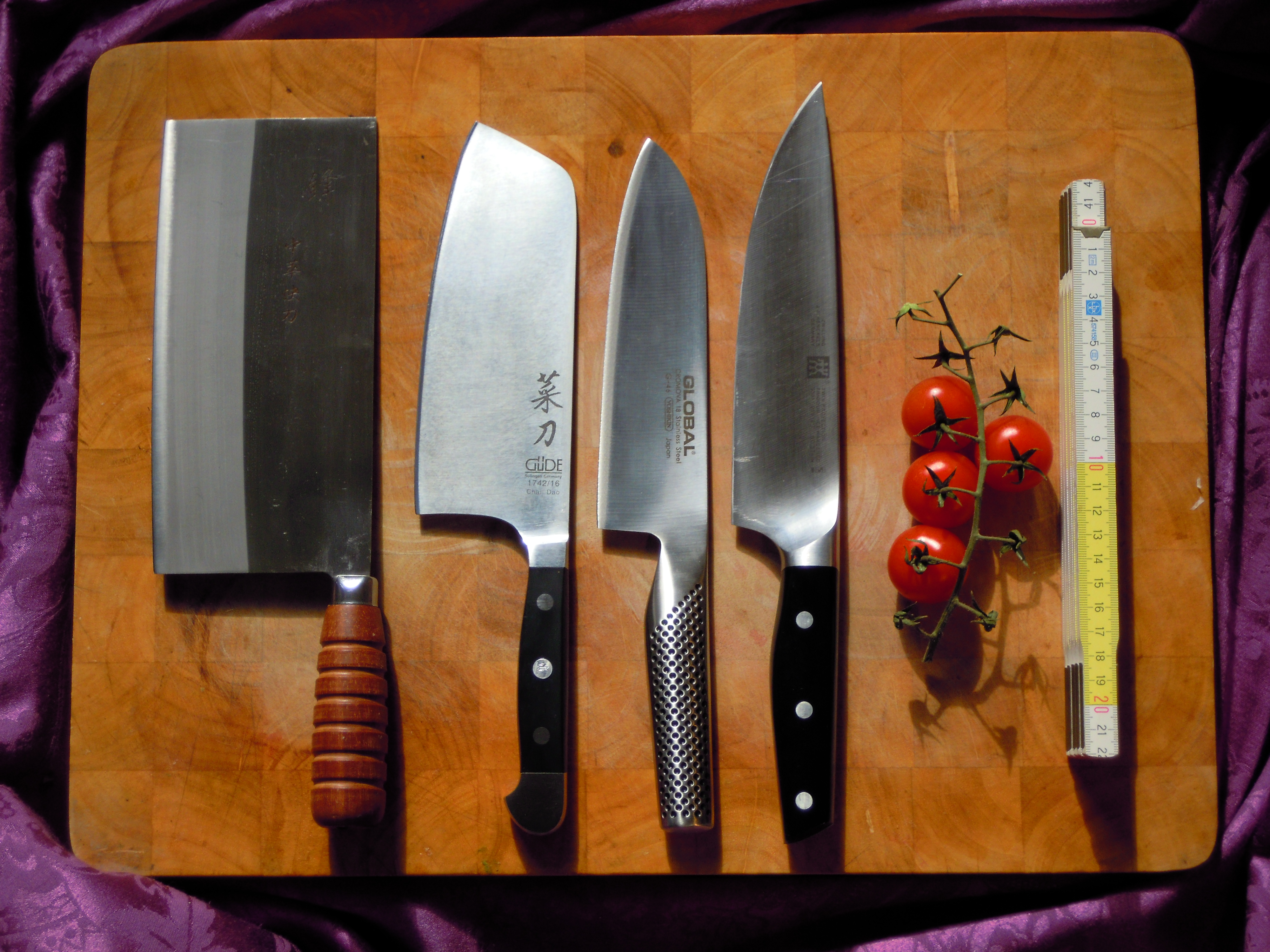
Cuatro diferentes cuchillos de chef, de izquierda a derecha: uno con la forma tradicional china, el segundo es un chino tradicional de un segundo tipo, de un fabricante de Solingen, el tercero es un moderno cuchillo chino
Santoku, y el último es un cuchillo de chef alemán moderno.

El cuchillo de chef es un utensilio ampliamente utilizado en la cocina para la preparación de comidas. Es el cuchillo más versátil, ya que sirve para una enorme variedad de técnicas culinarias.
Usualmente tiene una hoja de alrededor de 20 cm con una forma redondeada, lo que forma una "panza". Más que darle un uso específico, el cuchillo de chef es utilizado para cortar, picar o rebanar todo tipo de  vegetales, carnes, aves y pescados.
Existen más o menos dos tipos clásicos de forma de hoja: la alemana y la francesa. Mientras que el tipo alemán es el más difundido (es el de hoja redondeada), el francés también es popular; tiene una hoja mucho más recta, casi triangular. El uso de un tipo  u otro solo depende de los gustos del que los utiliza.
En los últimos años, además del cuchillo de chef tradicional, ha empezado a popularizarse mucho la versión japonesa, el santoku conocido como el cuchillo de las tres virtudes, pues sirve para usar tanto con la carne como con los vegetales y las verduras. Hay también cuchillos parecidos usados en la cocina china.